# Hydrografie Střední Ameriky

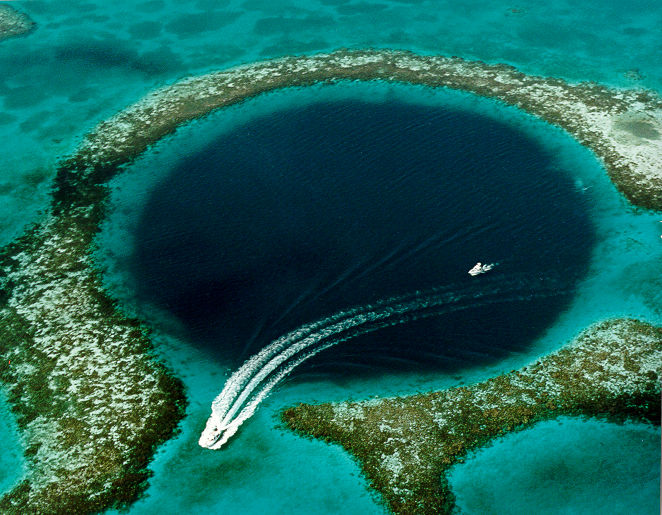
Great Blue Hole (Belize)

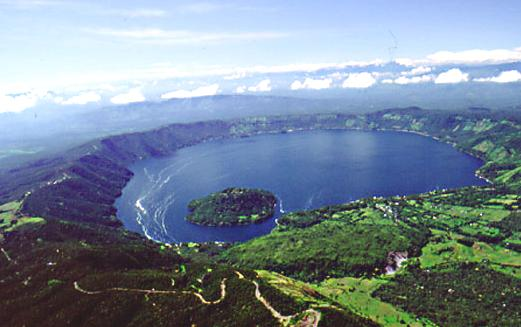
jezero Coatepeque (Salvador)

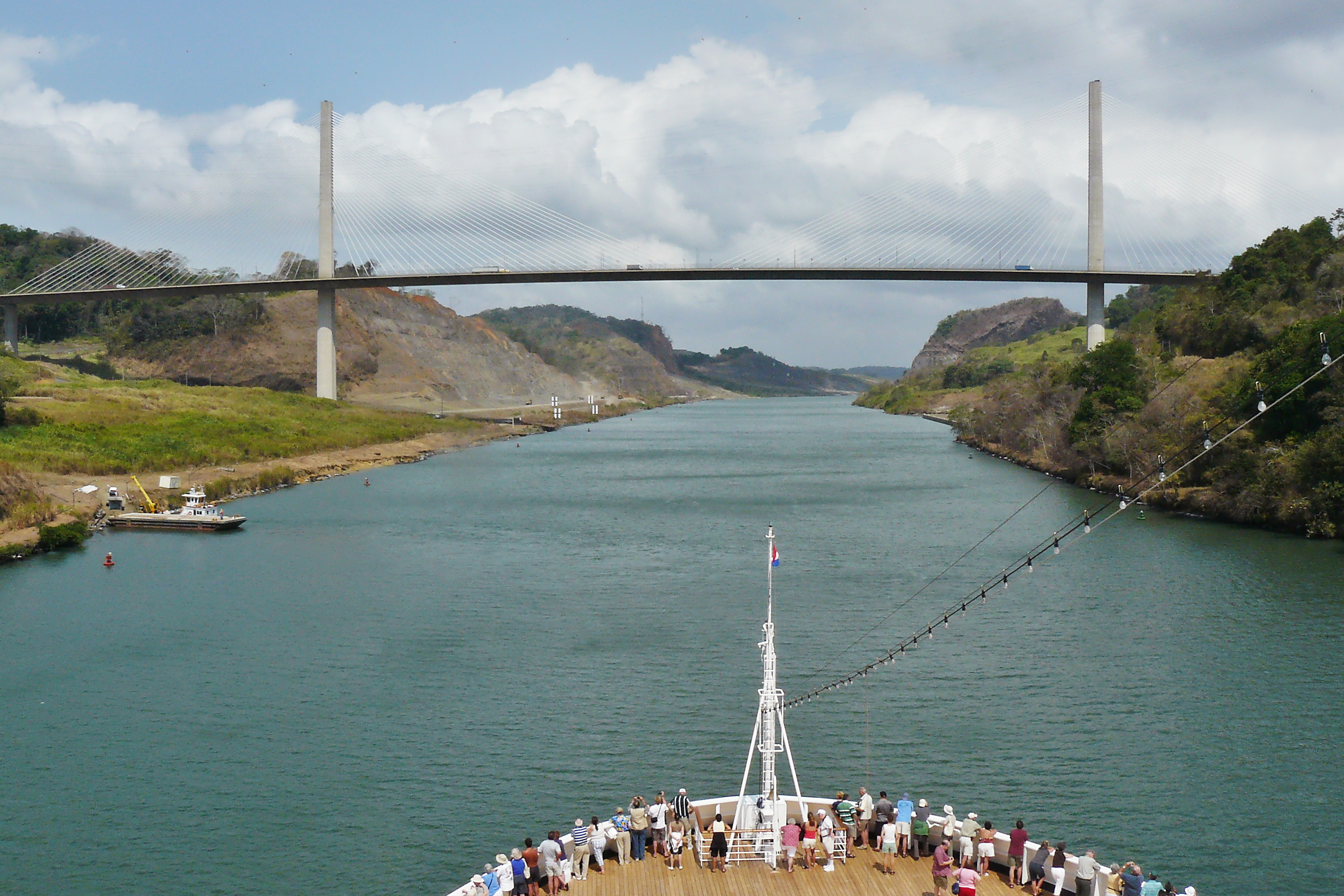
Panamský průplav, v pozadí Puente Centenario (Panama)

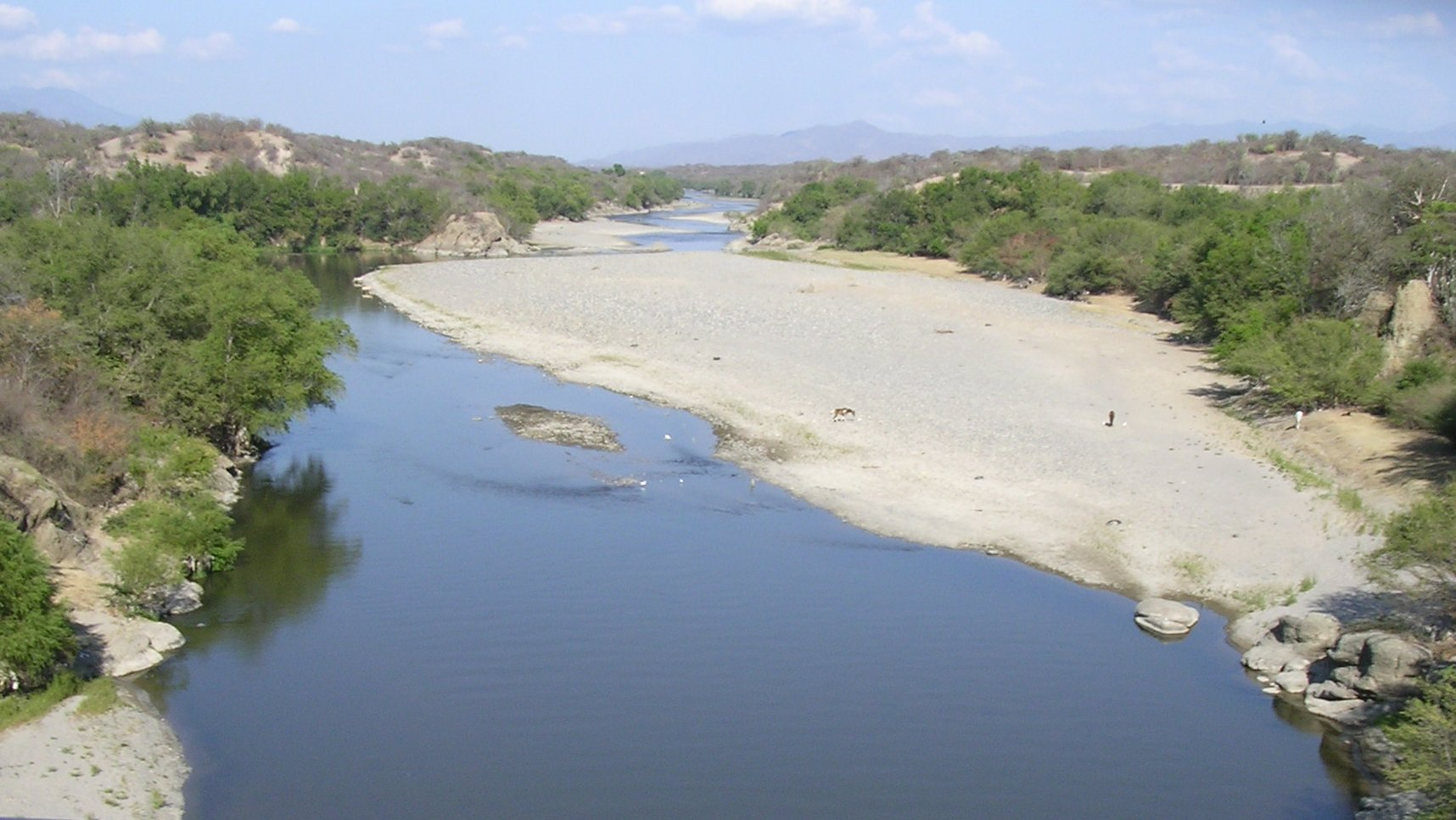
řeka Motagua (Guatemala)

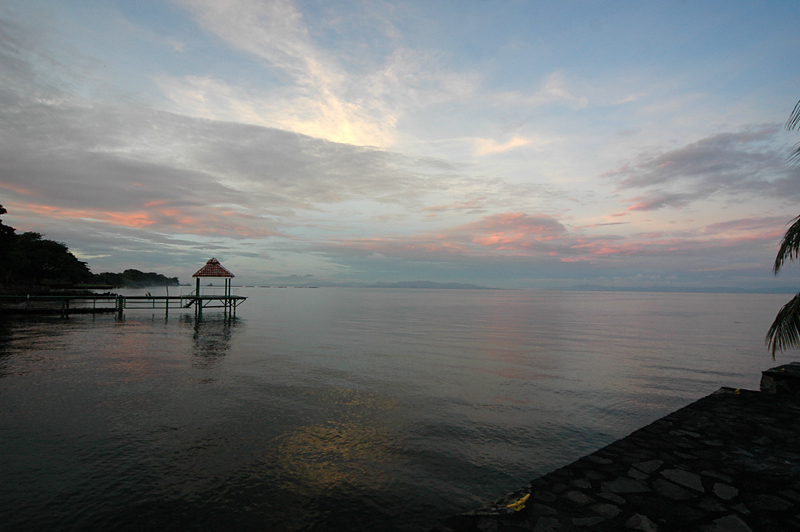
jezero Nikaragua (Nikaragua)

Následující článek popisuje nejvýznamnější hydrografické prvky v oblasti Střední Ameriky (státy Belize, Guatemala, Salvador, Honduras, Nikaragua, Kostarika a Panama).

## Otevřené moře
Pacifické pobřeží Guatemaly, Salvadoru, Hondurasu a Nikaraguy je poměrně málo členité pouze s výjimkou většího zálivu Fonseca s mnoha ostrovy. Oproti tomu západní pobřeží Kostariky zahrnuje dva významnější zálivy – Nicoya oddělující pevninu od stejnojmenného poloostrova Nicoya a záliv Golfo Dulce (omýlající poloostrov Osa). Ke Kostarice náleží i Kokosový ostrov vzdálený přibližně 550 km od středoamerické pevniny. Panamské pacifické pobřeží je nejvíce členité. Nachází se tu poloostrov Azuero a Panamský záliv, ostrov Coiba a Perlové souostroví. Ve vzdálenosti asi 140 km od pobřeží se táhne od Mexika až ke Kostarice pod mořskou hladinou Středoamerický příkop hluboký až 6000 metrů.  
Atlantský oceán se Střední Ameriky dotýká skrz své okrajové moře – Karibské moře. Východní atlantické pobřeží je v porovnání se západním pacifickým více členité. Při pobřeží Belize, Guatemaly a Hondurasu se nachází Honduraský záliv. Nachází se zde i část Mezoamerického korálového útesu – Belizský bariérový útes. K Hondurasu náleží souostroví Islas de la Bahía, k Belize mnoho malých ostrůvků – tzv. cays. Blízko pevninské Panamy se nachází souostroví Bocas del Toro. Největší laguny v regionu jsou Laguna Caratasca na východě Hondurasu a Laguna de Perlas v Nikaragui.

## Řeky
Řeky odvádějí vody z území Střední Ameriky jak do Tichého, tak do Atlantského oceánu. Topografie regionu předurčuje úmoří oceánů tak, že do Atlantiku směřují delší řeky (mezi nejvýznamnější patří San Juan, Río Grande de Matagalpa, Coco, Patuca, Ulúa, Motagua, Hondo, Usumacinta), které protékají nížinami s poměrně klidným tokem, zatímco přítoky Pacifiku (např. řeky Lempa a Choluteca) jsou většinou kratší a překonávají na menší vzdálenosti větší výškový rozdíl, mají dravější tok.

## Jezera
Na území Střední Ameriky se nachází mnoho přírodních jezer. Jedná se o různé typy jezer – tektonická, kráterová, kalderová, fluviální. V kráterech mnoha zdejších sopek se nacházejí malá jezera, jejich vody mívají velice specifické složení (obsah síry apod.). Následující tabulka uvádí jezera s největší rozlohou:
| Jezero     | Stát                | Rozloha km² | Typ        | Nadmořská výška hladiny |
| ---------- | ------------------- | ----------- | ---------- | ----------------------- |
| Nikaragua  | Nikaragua           | 8 430       | tektonický | 32 m n. m.              |
| Managua    | Nikaragua           | 1 489       | tektonický | 37 m n. m.              |
| Izabal     | Guatemala           | 590         | fluviální  | 0,88 m n. m.            |
| Atitlán    | Guatemala           | 130         | kalderový  | 1562 m n. m.            |
| Petén Itzá | Guatemala           | 99          | tektonický | 110 m n. m.             |
| Yojoa      | Honduras            | 85          | tektonický | 632 m n. m.             |
| Ilopango   | Salvador            | 72          | kalderový  | 440 m n. m.             |
| Güija      | Guatemala, Salvador | 45          | vulkanický | 430 m n. m.             |
| Coatepeque | Salvador            | 26          | kalderový  | 746 m n. m.             |

## Vodohospodářské stavby
Nejvýznamnější vodní nádrží v celém regionu je bezesporu Gatúnské jezero na řece Chagres, které zajišťuje provoz Panamského průplavu. Další významné přehradní nádrže jsou Bayano (Panama; 185 km²), Cerrón Grande (Salvador; 135 km²), El Cajón (Honduras; 94 km²) či Arenal (Kostarika; 85 km²).